# Campionat de Clubs de l'Àfrica Occidental
El Campionat de Clubs de l'Àfrica Occidental, també anomenada Copa UFOA, Copa WAFU o Copa General Eyadéma, fou una competició futbolística organitzada per la Unió de Futbol de l'Àfrica Occidental, que es disputà entre 1977 i 1999.

## Historial
Font:
- 1977:  Stade Abidjan
- 1978:  ASFA Dakar
- 1979:  ASF Police
- 1980:  ASF Police
- 1981:  Stella Abidjan
- 1982:  Sekondi Hasaacas FC
- 1983:  NNB
- 1984:  NNB
- 1985:  Africa Sports
- 1986:  Africa Sports
- 1987:  Cornerstones FC
- 1988:  ASFAG
- 1989:  Ranchers Bees
- 1990:  ASEC Mimosas
- 1991:  Africa Sports
- 1992:  Stade Malien
- 1993:  Bendel Insurance
- 1994:  Bendel Insurance
- 1995:  Bendel Insurance
- 1996:  ASFAN
- 1997:  GHAPOHA
- 1998:  Shooting Stars
- 1999:  ASFA Yennenga
- 2009:  Horoya AC
- 2010:  Sharks FC
- 2011:  Dynamic Togolais